# 키우치 히데노부
키우치 히데노부(일본어: 木内 秀信 きうち ひでのぶ[*], 1969년 2월 5일 ~ )는 일본의 남자 성우. 효고현 출신. 오사와 사무소 소속.

## 출연 작품

### TV 애니메이션
2001년
- 테니스의 왕자(오시타리 유시)
- 닥터 링에게 물어봐(츠키오카 에디)

2002년
- 휘슬!(사토 시게키)
- 요리킹 조리킹(마사)

2003년
- 건슬링거 걸(죠제)
- 사랑해 베이비★★(카타쿠라 에이아치)

2004년
- 몬스터(겐조 덴마)

2005년
- 부탁해요 마이 멜로디(왕)
- 사모님은 여고생(산키치)
- 피치걸(토지가모리 카즈야)
- 클러스터 엣지(에마)

2006년
- 부탁해요 마이 멜로디 ~빙글빙글 셔플~(왕)
- 채운국 이야기(남룡연)
- 가정교사 히트맨 리본!(사사가와 료헤이)
- 케모노즈메(모모타 토시히코)
- 나나(혼죠 렌)

2007년
- 메이플 스토리(바로)
- 채운국 이야기 2기(남룡연)
- Darker than BLACK -흑의 계약자-(헤이)

2008년
- 부탁해요 마이 멜로디] 키라랏(왕)
- 망량의 상자(세키구치 타츠미)
- 유희왕 5D's(사이가)
- 야쿠시지 료코의 괴기사건부(이즈미다 쥰이치로)
- 치즈 스위트 홈(아빠)

2009년
- 완소 퍼펙트 반장(나츠메 리키)
- 주얼 펫(킹, 세이지, 코교쿠 미츠오)
- 푸른 문학(타카다)
- 창천항로(곽가)
- Darker than BLACK -유성의 제미니-(헤이)
- 치즈 스위트 홈 새로운 집(아빠)
- 라이드백(카타오카 류노스케)

2011년
- GOSICK(그레빌)

2013년
- 다마고치! 꿈 키라 드림(파파코프레치)

2018년
바이올렛 에버가든 (

### OVA
2006년
- 테니스의 왕자님 OVA(오시타리 유우시)

### 극장판
2011년
- 강철의 연금술사 : 미로스의 성스러운 별(하셸 중위)

2020년
- 극장판 바이올렛 에버가든 (디트프리트 부겐빌리아)